# جان س. تشايلدريس
جان س. تشايلدريس (بالإنجليزية: Jan C. Childress)‏ هو شخصية أعمال أمريكي، ولد في 7 يوليو 1954 في وايت سولفور سبرينغز في الولايات المتحدة.